# 黃昏邊境
黃昏邊境（英文：Twilight Frontier，或簡稱Tasofro）是以Windows為主要開發平臺的日本同人遊戲組織，因其制作高品質的二次同人作品而備受矚目。

## 經歷

### Eternal Fighter Zero
2000年8月11日，黃昏邊境發售了他們的第一作：2D對戰格鬥遊戲《Eternal Fighter Zero》（中文譯名：永恒格斗Zero，簡稱《EFZ》）。這部作品以知名美少女遊戲《ONE 〜輝く季節へ〜》和《Kanon》登場角色的格鬥對決爲內容，其遊戲品質被認為超過了当時公認的同人遊戲界對戰格鬥遊戲的最高峰：渡边製作所的《PARTY'S BREAKER》和《THE QUEEN OF HEART》。黃昏邊境也因此一躍成名。
其後，黃昏邊境於2002年8月11日發售了追加《AIR》登場角色的《Eternal Fighter Zero - Blue Sky Edition》，於2003年8月17日發售了追加《Moon》、《Kanon》、《ONE》被請求追加角色、標榜「最終形態」的《Eternal Fighter Zero - Bad Moon Edition》。這兩個版本都是以資料片形式發售，發售後并未像以往那樣備受贊譽。

#### 未完成版的發售
兩次低完成度強行發售，制作方稱為「未實装」。
2005年11月25日，《EFZ》最終作《Eternal Fighter ZERO -MEMORIAL-》發佈。現在版本是「真最終形態」的4.02。

### 東方Project關聯

#### 與上海愛麗絲幻樂團的共同作品
東方萃夢想 ～ Immaterial and Missing Power.與“東方Project”的上海愛麗絲幻樂團合作製作并發表於2004年4月24日。為黃昏邊境第2作、東方project第7.5作。發售於同年12月。

東方萃夢想的OST。
東方绯想天 ～ Scarlet Weather Rhapsody.
發表於2007年5月14日。與《東方萃夢想》相同，是與上海愛麗絲幻樂團合作製作。為黃昏邊境第6作、東方project第10.5作。發售於2008年5月25日第5回博麗神社例大祭。

東方緋想天的OST。
東方非想天則
2009年7月23日於黃昏邊境網頁發表。2009年8月15日於Comic Market76發售。

东方非想天则的OST。
東方心綺楼 ～ Hopeless Masquerade.
東方project第13.5作。

東方心綺楼的OST。
東方深秘錄 ～ Urban Legend in Limbo.
東方project第14.5作。

東方深秘錄的OST。

東方深秘錄PS4版追加的OST。
東方憑依華 ～ Antinomy of Common Flowers.
東方project第15.5作

東方憑依華的OST。
东方刚欲异闻 ～ 被水淹没的沉愁地狱东方Project的17.5作。
东方刚欲异闻 ～ 被水淹没的沉愁地狱的OST。

#### 二次創作
東方Project的遊戲。但與《東方萃夢想》不同的是，上海愛麗絲幻樂團未參與本作，是作為二次創作發售。操作東方角色（霧雨魔理沙、愛麗絲·瑪格特洛伊德等）的超級馬里奧風動作遊戲。 
MegaMari 
發售於2006年4月24日的博麗神社例大祭。與《 》一樣，是作為二次創作發售。操作霧雨魔理沙與愛麗絲·瑪格特洛伊德前進的洛克人風動作遊戲。
 -Defend the library-
發售於2007年12月31日Comic Market73。黃昏邊境首款使用鼠標操作的遊戲。
發售於2010年8月14日Comic Market78，是一款類似超級馬里奧的遊戲。

### 
寒蟬黎明（ひぐらしデイブレイク）
與《暮蟬悲鳴時》的監修07th Expansion合作製作并發表於2005年10月。發售於2006年8月11日的Comic Market70。雖為同人遊戲，但卻起用了與Drama CD版同樣的有名聲優。
寒蟬黎明改（ひぐらしデイブレイク改）
2007年4月22日做為資料片發售。追加新角色、新故事等新要素。
（GRIEF SYNDROME）为《魔法少女小圆》的同人2D横版动作游戏，支持三位玩家操作，背景的绘制及风格，人物描绘和设定忠实于原作。于2011年8月11日在Comic Market80发售，2011年9月9日推出了v1.10补丁。

## 主要成員（EFZ）
- （General Producer/Character Graphics/System Graphics/Script/Sound Effects）
- （Chief Programmer）
- Kuma。（Assistant Programmer）
- （Assistant Programmer）
- alphes （Character Graphics）
- （Character Graphics）
- （Character Graphics/Background Graphics）
- GOME （Character Graphics）
- ひろよ （Background Graphics）
- （Background Graphics）
- Jark （Background Graphics）
- MATUDA98 （Package&Game Illustration）
- （System Graphics）
- JYUNYA （Sound Effects）
- （System Voice Actor）
- NKZ （Music）

## 外部連結
- （日語）http://www.tasofro.net/ （页面存档备份，存于）
- tasofro的X（前Twitter）